# Bryn yr Hen Bobl
Koordinaten: 53° 11′ 50,5″ N, 4° 13′ 7″ W
Bryn yr Hen Bobl (deutsch Hügel des alten Volkes) ist eine Megalithanlage auf der Insel Anglesey in Wales. Die als scheduled Monument geschützte Anlage liegt 35 m über dem Meeresspiegel auf landwirtschaftlich genutztem Gelände am Ostrand der Insel nahe der Menai-Straße.

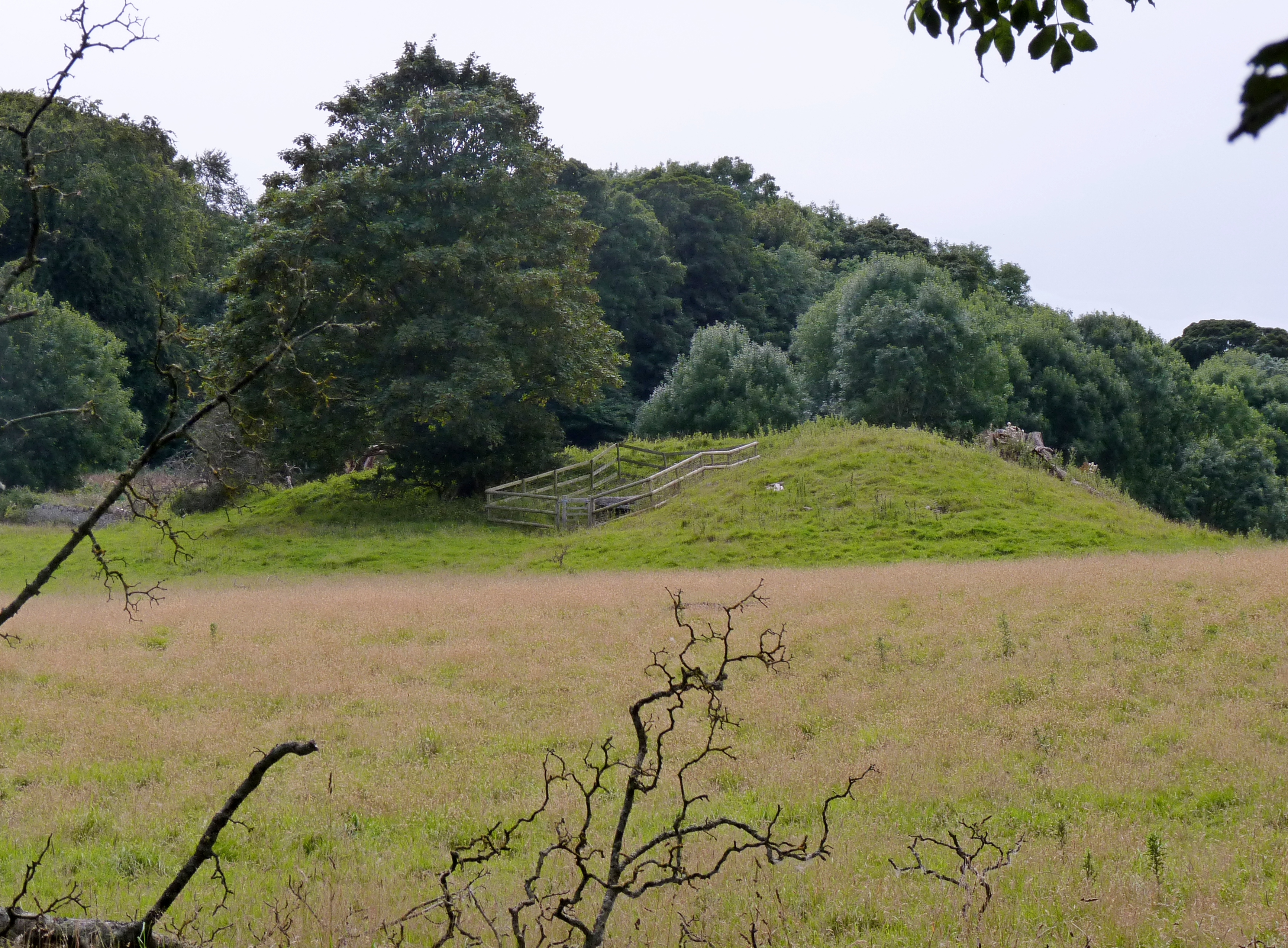
Hügel des Bryn yr Hen Bobl

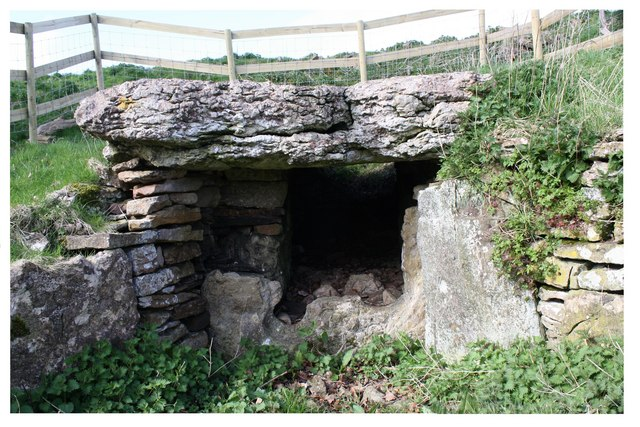
Kammerzugang des Bryn yr Hen Bobl

## Beschreibung
Die Megalithanlage überlebte als großer unförmiger Erdhügel mit einer schlecht bewahrten Kammer. Die Anlage wurde in den 1920er Jahren und 1930er Jahren ausgegraben und offenbarte eine komplizierte Struktur. Ihre Form ist einmalig in Großbritannien. Die Kammer liegt innerhalb eines nierenförmigen Steinhügels, der durch interne Trockenmauern stabilisiert wird. Die einzige Kammer hatte einen Vorhof im Westen. Der Eintrittsstein hatte zwei natürliche Löcher, die aber so klein sind, dass sie nicht den Zugang zu der kleinen, zwei Meter langen und einen Meter breiten, rechteckigen Kammer ermöglichen. Der gespaltene Deckstein aus Konglomerat war etwa 3,0 m × 2,0 m groß.
Auf dem Vorhof wurden Herde und Töpferware gefunden. Die Kammer enthielt unverbrannte, aber zerbrochene Menschen- und Tierknochen und eine Knochennadel. Die Knochen stammen von mindestens 20 Menschen. Der Vorhof wurde von Trockenmauerwerk eingefasst. Es gibt an der Seite eine schmale, lang gestreckte Terrasse, die 100 m nach Süden führt. Die alte Oberfläche unter der Anlage erbrachte beträchtliche Mengen von Töpferware, Menschen- und Tierknochen und eine Vielzahl von Kernsteinen und Abschlägen von Feuerstein und Pfeilspitzen. Abschläge von „Graig Lwyd Stein“ (einer Mine im Conwy County Borough) wurden ebenso gefunden wie vier geschliffene Steinäxte. Andere Funde waren ein Knochen, eine Steinkugel, Schalen und einen Stein mit einem ein gepickten Dreieck.